# Liberalna stranka
Liberalna stranka (LS) bila je socijalno-liberalna politička stranka u Hrvatskoj. Osnivač stranke i prvi predsjednik bio je hrvatski političar i pjesnik Vladimir Gotovac. Stranka je bila članica Udruženja europskih liberala (današnja ALDE).
Stranka je osnovana 1997. godine nakon što se dio članova na čelu s Vladom Gotovcem odvojio od matične stranke HSLS-a. Na parlamentarnim izborima 2000. godine stranka je imala dva zastupnika u Hrvatskom saboru te je bila član tzv. šestorke, koalicije stranaka koja je formirala vlast. LS je imao jednog ministra u koalicijskoj vladi premijera Ivice Račana. Bio je to Božo Kovačević, ministar zaštite okoliša i prostornog uređenja u sedmoj i osmoj vladi RH.
Na izborima 2003. u koaliciji sa SDP-om stranka ponovno dobiva dva zastupnika te postaje članica opozicije. Tadašnji predsjenik stranke Ivo Banac najavljuje ujedinjenje stranke s Hrvatskom narodnom strankom u novu liberalnu stranku, ali ta inicijativa propada te je na stranačkoj konvenciji smijenjen. Zlatko Kramarić, novi predsjednik stranke, 2005. započinje pregovore o ujedinjenju stranke s HSLS-om. Početkom 2006. godine Liberalna stranka prestaje postojati udruživanjem s HSLS-om.